# Gandhi-Statue (Patna)

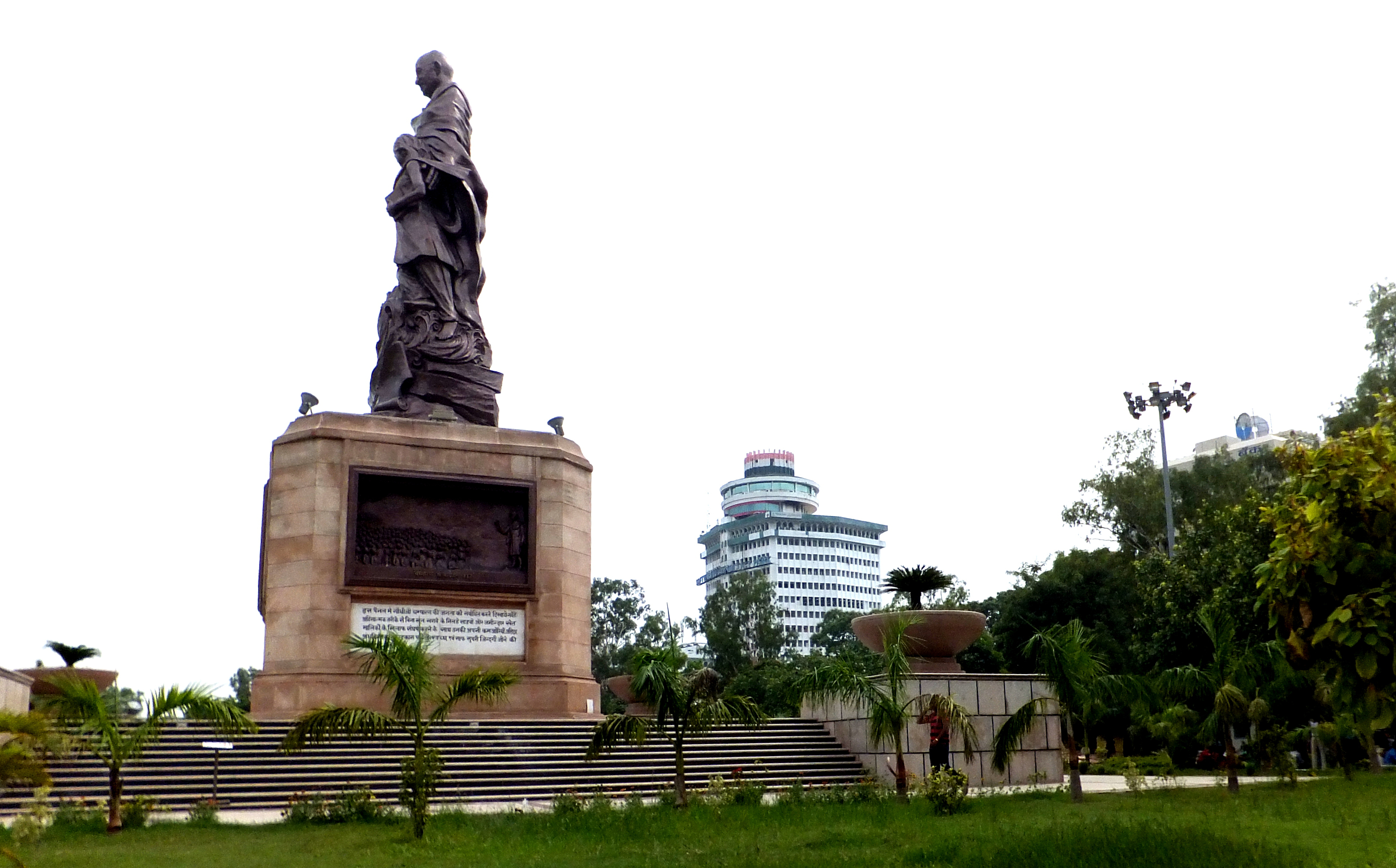
Seitenansicht der Gandhi-Statue in Patna

Die Gandhi-Statue in der Stadt Patna ist eine im indischen Bundesstaat Bihar auf einem hohen Sockel stehende Bronzestatue, die den Rechtsanwalt, Publizisten, Morallehrer, Asketen und Pazifisten Mohandas Karamchand Gandhi (Mahatma Gandhi) (1869–1948) darstellt.

## Bauwerk
Die Statue wurde am 15. Februar 2013 von Nitish Kumar, dem Chief Minister von Bihar, enthüllt. Mit einer Gesamthöhe von 22 Metern ist sie die höchste Statue weltweit, die Mahatma Gandhi darstellt (Stand 2021). Sie löste damit die bis dahin höchste Gandhi-Statue vor dem Parlamentsgebäude in Neu-Delhi ab, die eine Darstellung im Lotossitz zeigt. Die Gesamthöhe der Gandhi-Statue in Patna setzt sich wie folgt zusammen: 2,5 m für die Treppe, 7,3 m für den Sockel und 12,2 m für das Standbild. Die Statue wurde aus Bronze hergestellt und von der Firma Ram Sutars gefertigt. Sie zeigt Gandhi in stehender Haltung, an dessen Körper sich zwei Kinder schmiegen, zu seiner Rechten ein Junge und zu seiner Linken ein Mädchen. Das Gesicht Gandhis zeigt ein Lächeln, das als Botschaft für einen Frieden auf der Welt sowie einer Brücke zwischen Arm und Reich verstanden werden kann.
An den vier Seiten des Sockels befinden sich Gussplatten, die Abschnitte aus dem Leben und Wirken Gandhis darstellen, namentlich Champaran Satyagraha (Festhalten an der Wahrheit) von 1917, der Dandi March (Salzmarsch) von 1930, Quit India Movement von 1942 sowie Gandhi am Spinnrad (charkha).

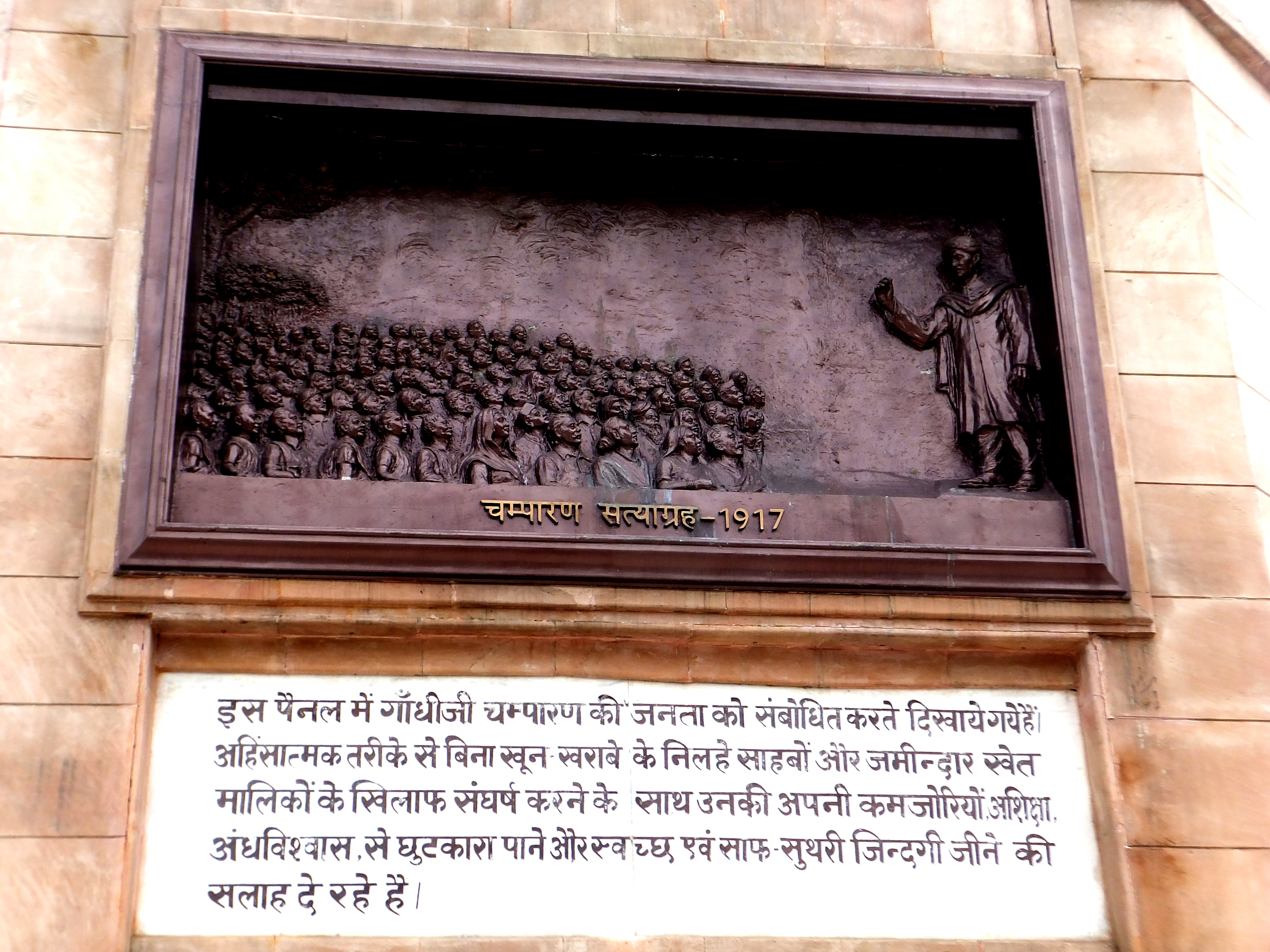
Champaran Satyagraha
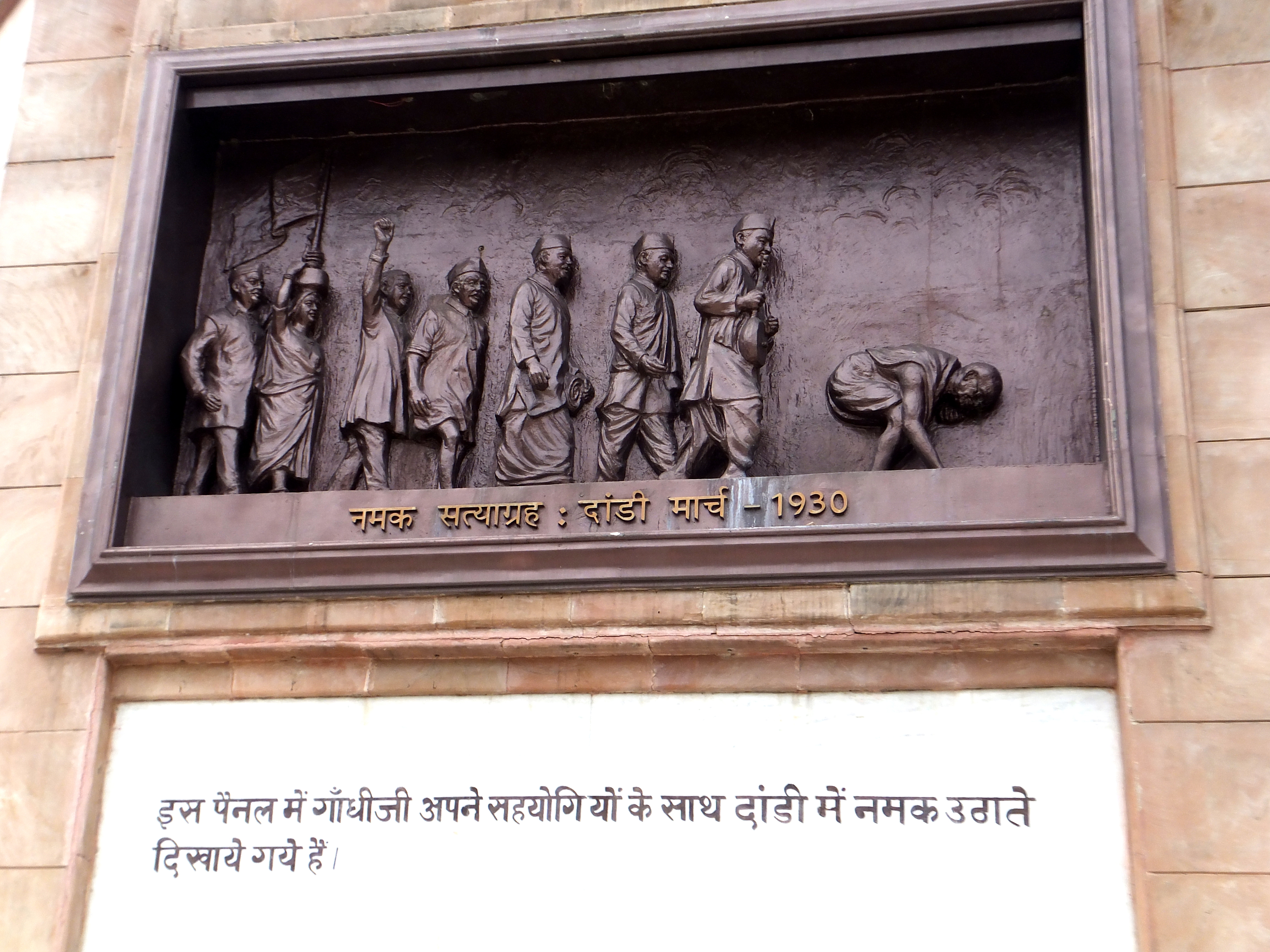
Dandi March
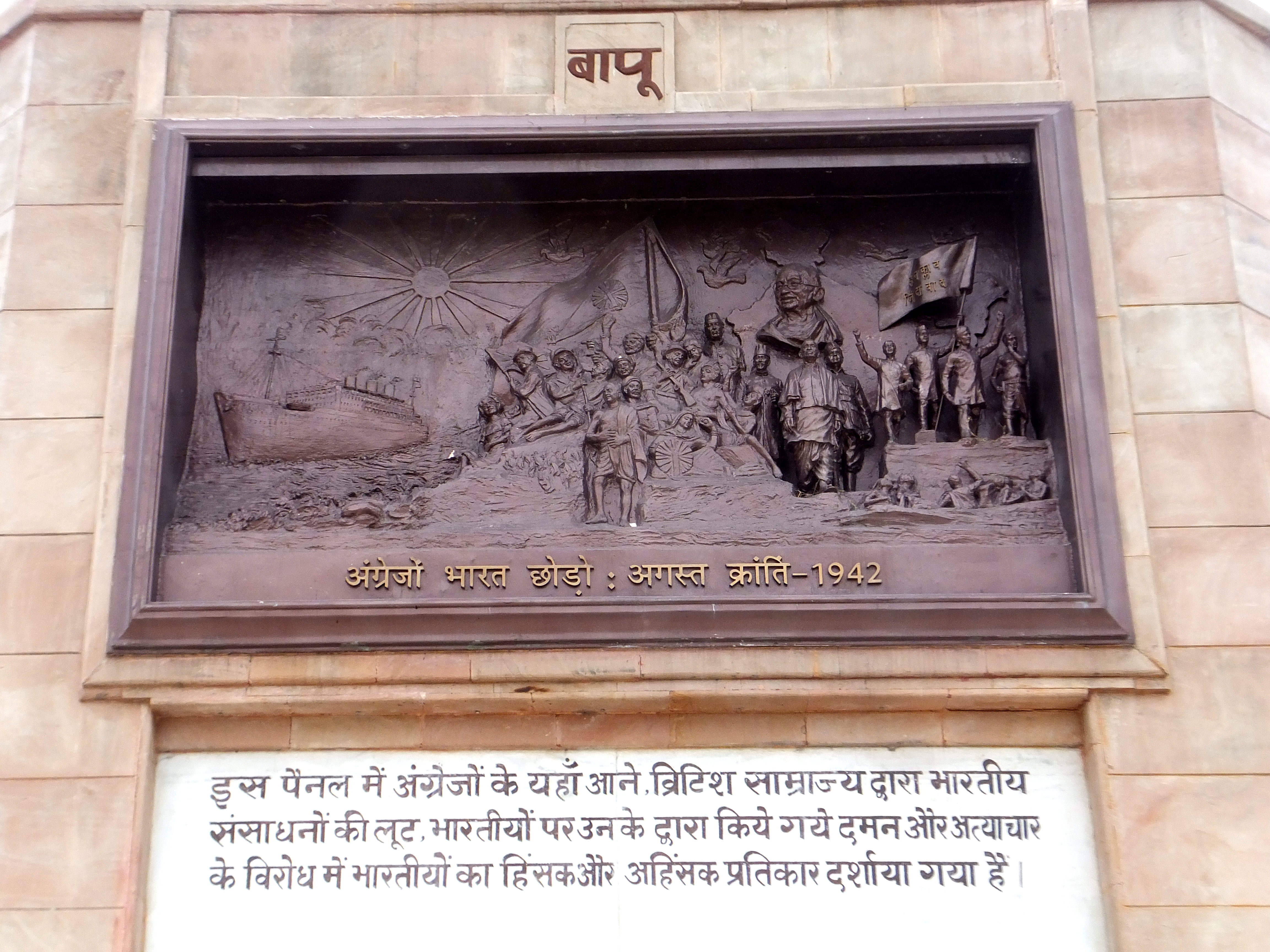
Quit India Movement
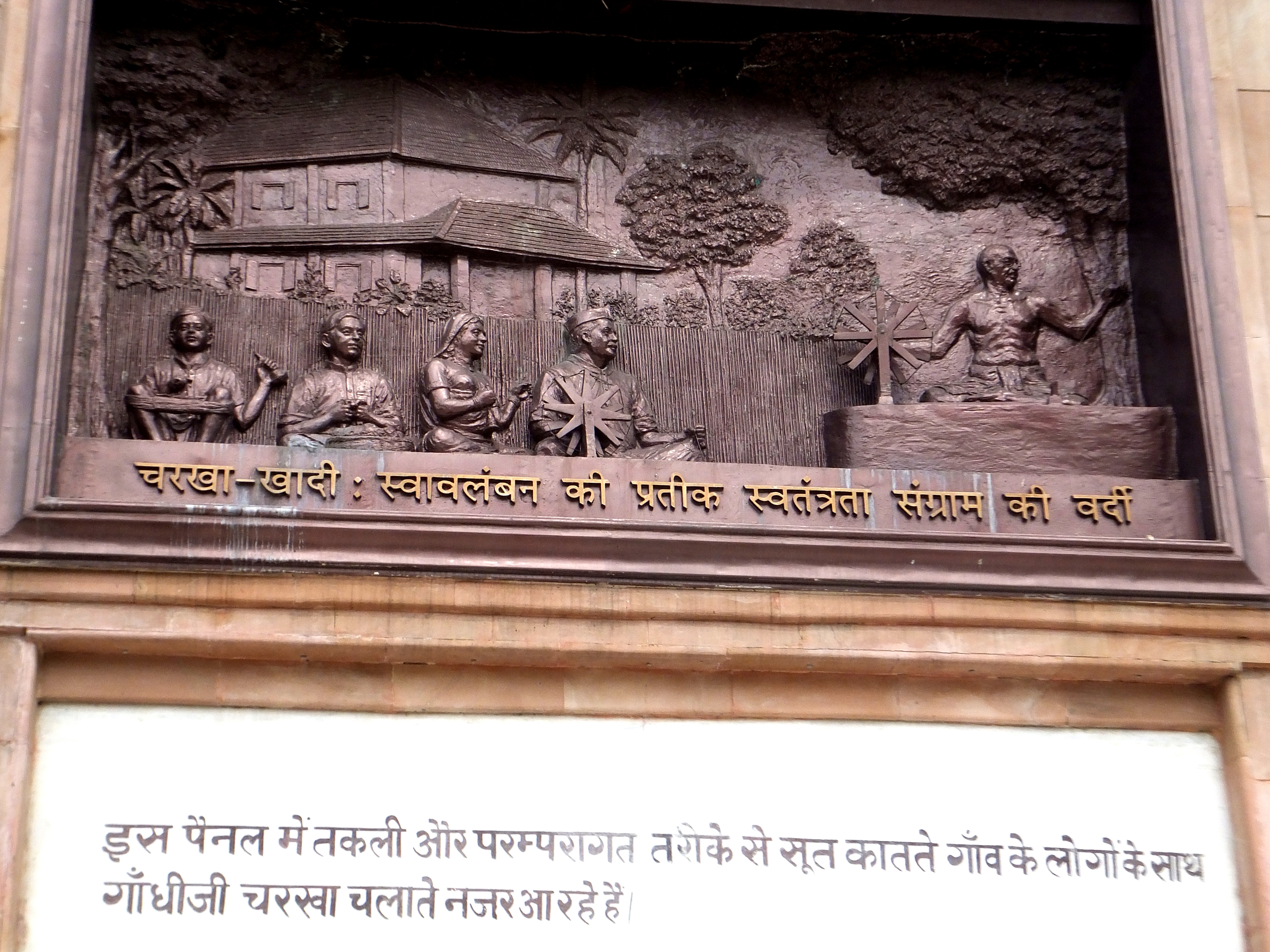
Gandhi am Spinnrad

## Vergleich mit weiteren Gandhi-Statuen
Gandhi-Statuen aus Bronze befinden sich auch in vielen anderen Ländern. Sie zeigen Gandhi im Lotossitz sowie oftmals mit einem Stab marschierend, was auf den spektakulären Salzmarsch hinweist. Ausschließlich die Statue in Patna zeigt Gandhi zusammen mit Kindern. Folgende Bilder zeigen eine Auswahl weiterer Gandhi-Statuen aus Bronze zum Vergleich:

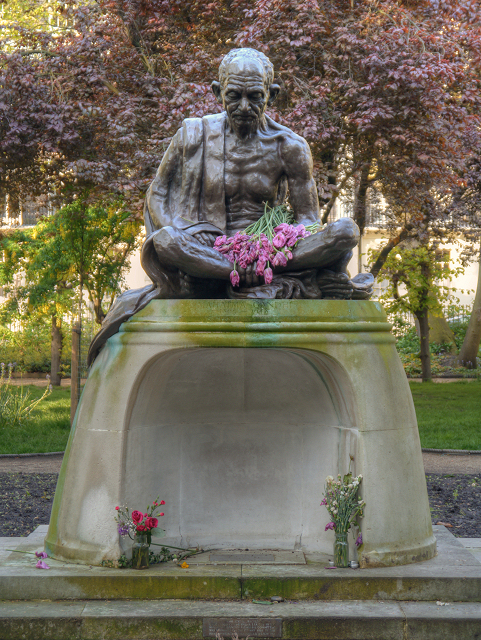
Statue auf dem Tavistock Square, London
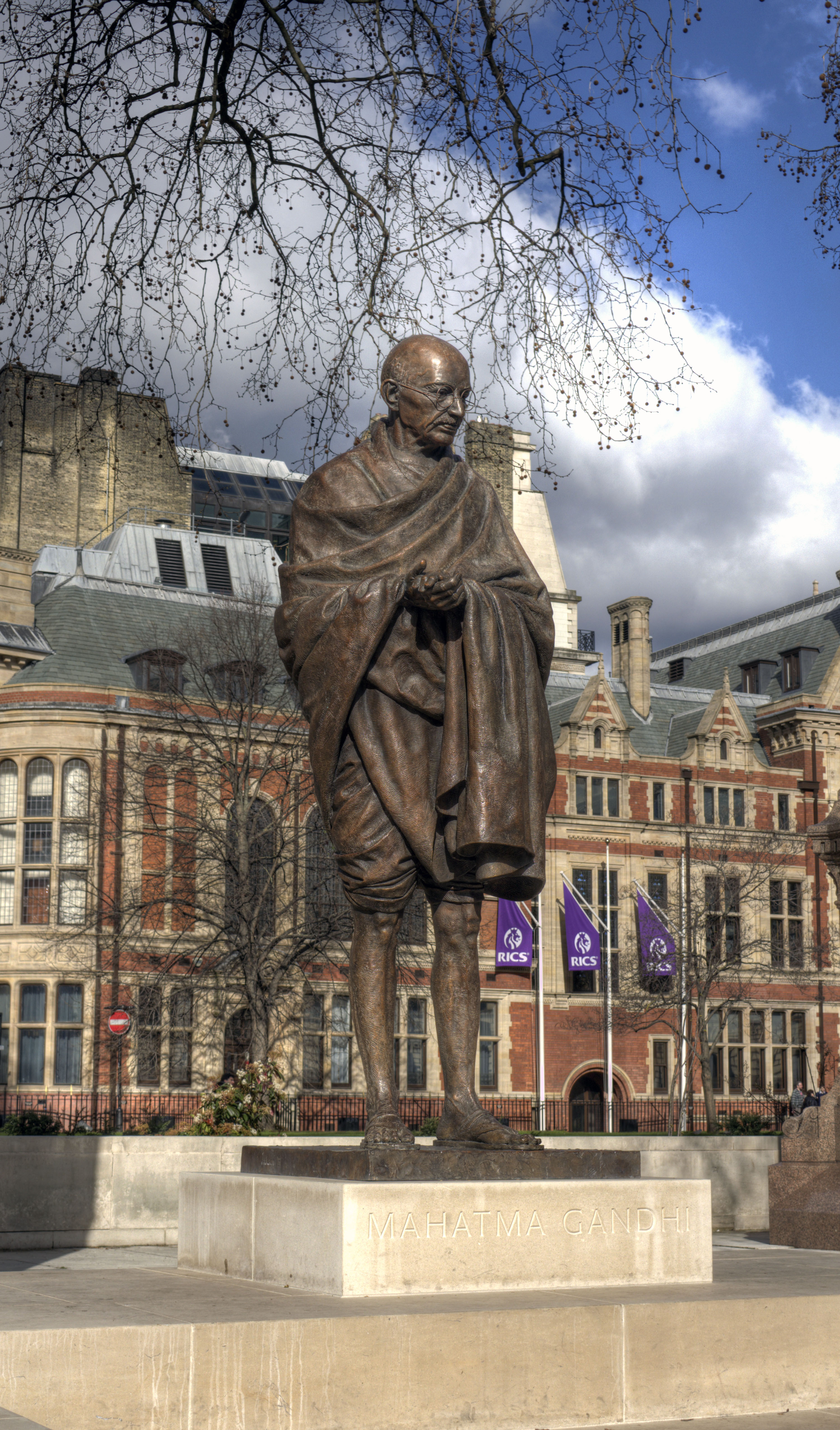
Statue auf dem Parliament Square, London
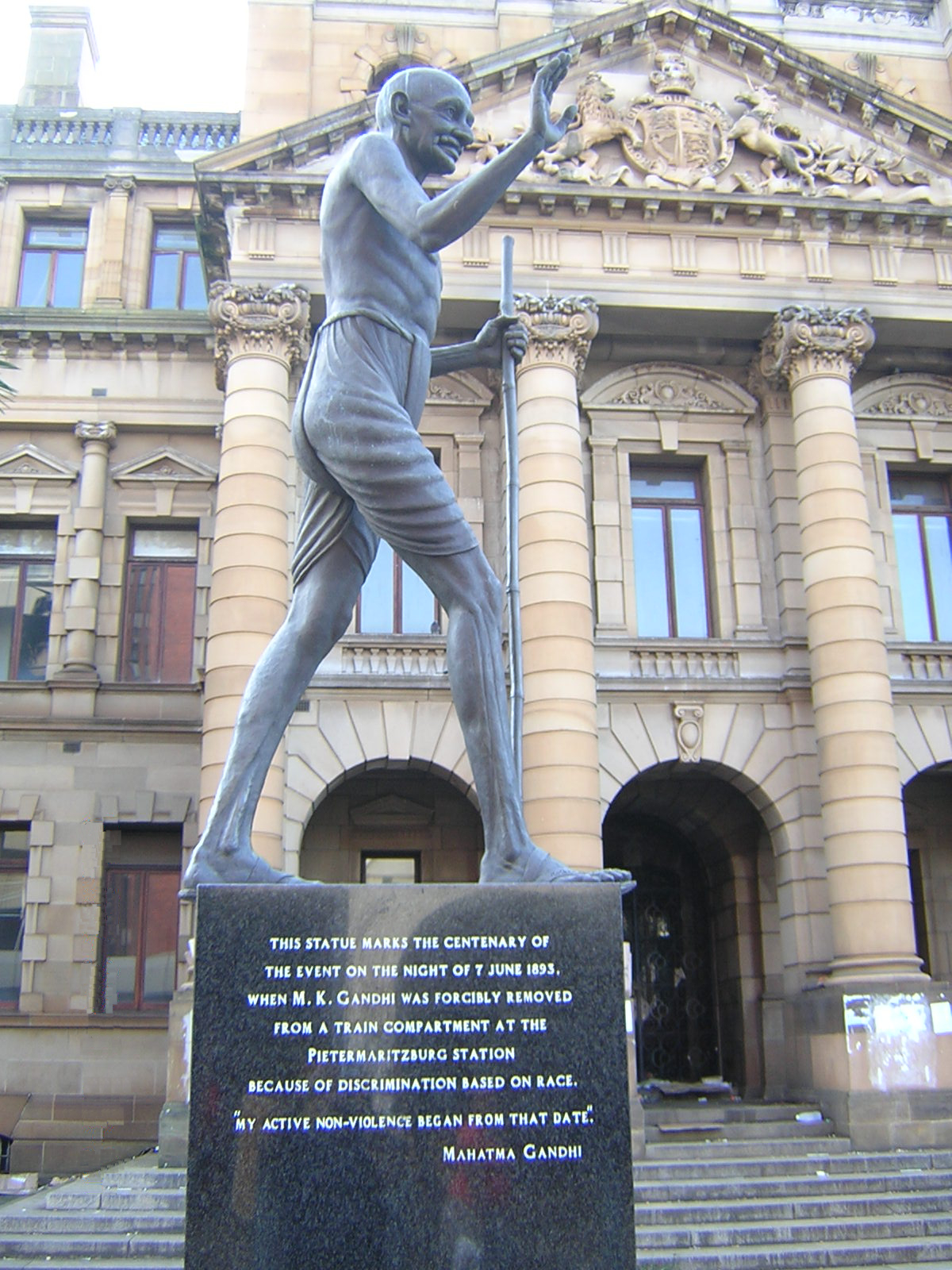
Statue in Pietermaritzburg
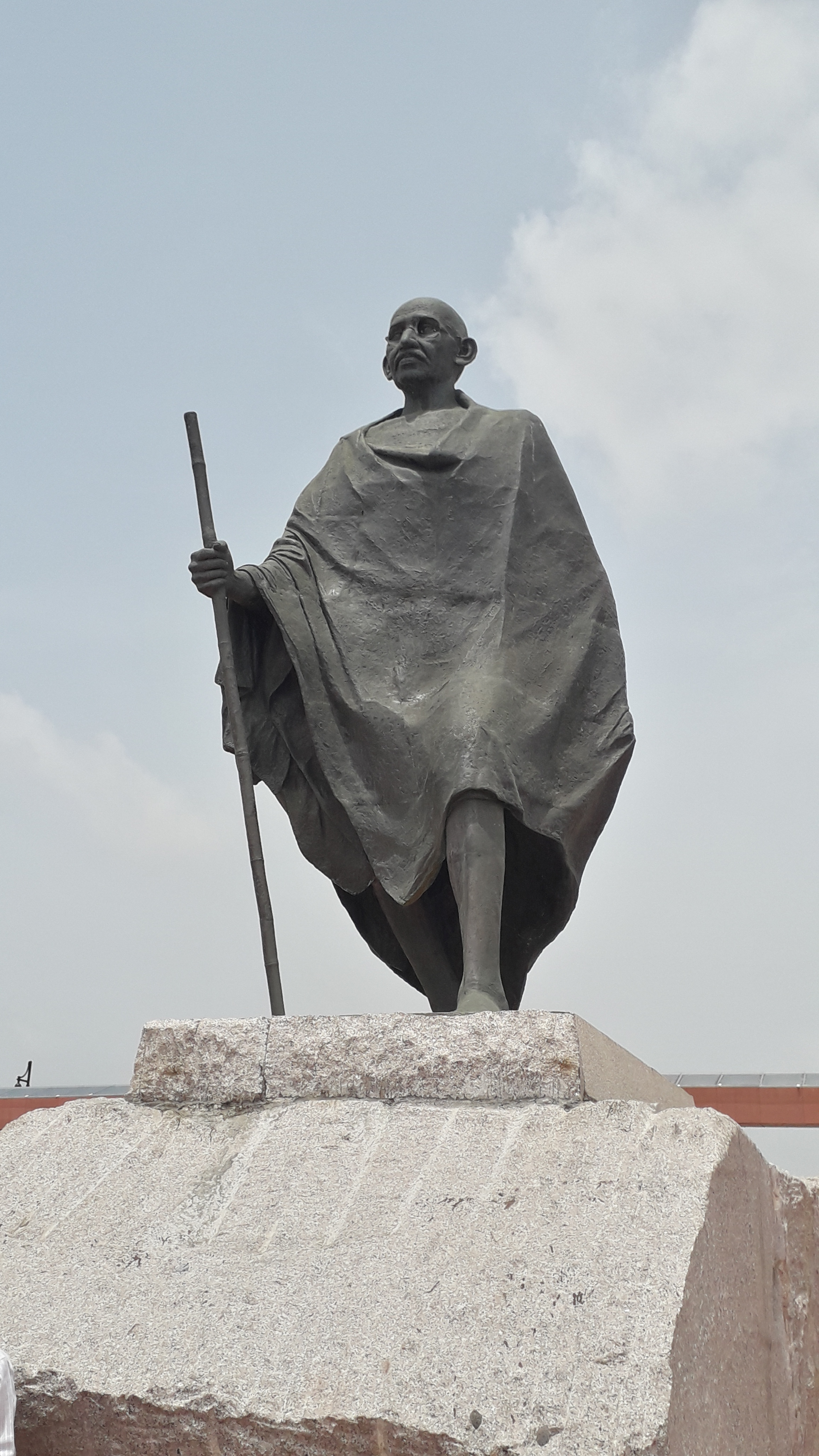
Statue in Dandi
Statue in Washington, D.C.
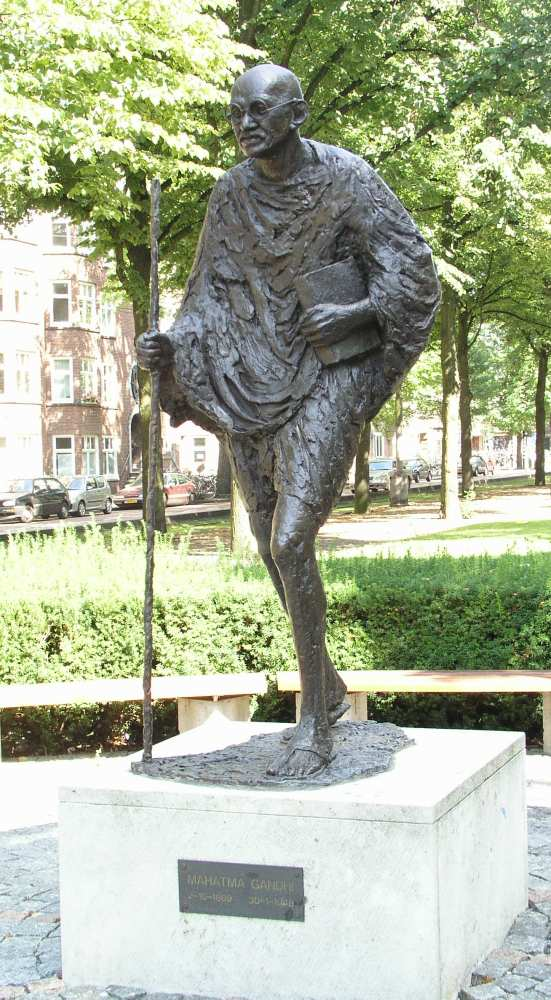
Statue in Amsterdam